# Gare de Guimiliau
Gare de Guimiliau – przystanek kolejowy w Guimiliau, w departamencie Finistère, w regionie Bretania, we Francji.
Został otwarty w 1900 roku przez Compagnie des chemins de fer de l'Ouest. Jest przystankiem kolejowym Société nationale des chemins de fer français (SNCF) obsługiwanym przez pociągi regionalne TER Bretagne.